# Uncovered (John Farnham)
Uncovered è il undicesimo album di John Farnham, pubblicato nel 1980 per l'etichetta Sony BMG.

## Tracce
1. "Matilda" (Graeham Goble) - 4:19
2. "She Says to Me" (Goble) - 3:48
3. "Jillie's Song" (John Farnham, Goble) - 3:59
4. "Infatuation" (Mike Brady, Goble) - 2:56
5. "On My Own" (Goble) - 5:13
6. "Back to the Backwoods" (Goble) - 5:13
7. "I Never Did Get Through" (Goble) - 2:45
8. "Please Don't Ask Me" (Goble) - 3:19
9. "She's Everywhere" (Goble, Mal Logan) - 4:20
10. "Help!" (John Lennon, Paul McCartney) - 4:25

## Formazione
- David Briggs - chitarra
- Tommy Emmanuel - chitarra
- John Farnham - voce
- Bill Harrower - sassofonista
- Peter Jones - pianoforte
- Mal Logan - tastiera
- Graeme Lyall - sassofonista
- Derek Pellicci - batteria
- Barry Sullivan - basso